# Pozsarszkij járás
A Pozsarszkij járás (oroszul Пожа́рский райо́н) Oroszország egyik járása a Tengermelléki határterületen. Székhelye Lucsegorszk.

## Népesség
- 1989-ben 35 826 lakosa volt.
- 2002-ben 34 120 lakosa volt.
- 2010-ben 31 086 lakosa volt.